# Ražice
Ražice (jusqu'en 1923, également : Račice ; en allemand : Raschitz ou Ratschitz) est une commune du district de Písek, dans la région de Bohême-du-Sud, en République tchèque. Sa population s'élevait à 388 habitants en 2020.

## Géographie
Ražice se trouve à 9 km au sud-ouest de Písek, à 41 km au nord-ouest de České Budějovice et à 97 km au sud-sud-ouest de Prague.
La commune est limitée par Kestřany et Putim au nord, par Heřmaň à l'est, par Skály au sud-est, par Drahonice au sud et par Čejetice à l'ouest.

## Histoire
La première mention écrite du village date de 1469.

## Administration
La commune se compose de deux quartiers :
- Ražice
- Štětice (comprend le hameau de Humňany)

## Transports
Par la route, Ražice se trouve à 9,5 km de Písek, à 47,5 km de České Budějovice et à 136 km de Prague.